# X Mistrzostwa Świata w Lataniu Rajdowym
X Mistrzostwa Świata w Lataniu Rajdowym – zawody lotnicze, organizowane w dniach 14–21 września 1997 w Antalyi (Turcja), w ramach I Światowych Igrzysk Lotniczych Międzynarodowej Federacji Lotniczej (FAI).
Wszystkie trzy medalowe miejsce indywidualnie oraz pierwsze miejsce zespołowo zajęli w nich zawodnicy polscy, a wszystkie pięć polskich załóg znalazło się w pierwszej dziesiątce.

## Uczestnicy
W zawodach brały udział 82 załogi z Polski (5), RPA (5), Niemiec (5), Austrii (5), Chile (5),  Grecji (5), Czech (4), Słowacji (4), Węgier (4), Turcji (4), Francji (3), Chorwacji (3), Włoch (3), Rosji (3), USA (3), Hiszpanii (2), Wielkiej Brytanii (2), Macedonii (2), Cypru (2), Brazylii (2),  Szwajcarii (1), Litwy (1), Nowej Zelandii (1), Słowenii (1), Danii (1), Holandii (1), Luksemburga (1), Mozambiku (1), Indonezji (1), nadto co do dwóch załóg brak danych.
W skład polskiej ekipy wchodziło 5 załóg (pilot / nawigator):
- Janusz Darocha / Zbigniew Chrząszcz
- Krzysztof Wieczorek / Wacław Wieczorek
- Włodzimierz Skalik / Ryszard Michalski
- Marek Kachaniak / Sławomir Własiuk
- Dariusz Zawłocki / Jerzy Markiewicz

Wśród samolotów używanych przez polskie załogi była m.in. PZL-104 Wilga 2000 SP-WHG.

## Przebieg
W skład poszczególnych trzech konkurencji wchodziły próby wykonywania obliczeń nawigacyjnych, rozpoznania lotniczego i próby lądowania.
Najlepsze załogi w pierwszej konkurencji:
1. Krzysztof Wieczorek / Wacław Wieczorek  Polska - 54 pkt karnych
2. Janusz Darocha / Zbigniew Chrząszcz  Polska - 64 pkt
3. Jiří Jakes / Lubomir Šťovíček  Czechy - 80 pkt
4. Włodzimierz Skalik / Ryszard Michalski  Polska - 84 pkt
5. Marek Kachaniak / Sławomir Własiuk  Polska - 160 pkt

Najlepsze załogi w drugiej konkurencji:
1. Marek Kachaniak / Sławomir Własiuk  Polska - 62 pkt
2. Jiří Jakes / Lubomir Šťovíček  Czechy - 88 pkt
3. Kazda / Stastny  Słowacja - 115 pkt
4. Dariusz Zawłocki / Jerzy Markiewicz  Polska - 133 pkt
5. Włodzimierz Skalik / Ryszard Michalski  Polska - 180 pkt

Najlepsze załogi w trzeciej konkurencji:
1. Krzysztof Wieczorek / Wacław Wieczorek  Polska - 84 pkt
2. František Cihlář / Petr Toužimský  Czechy - 168 pkt
3. Włodzimierz Skalik / Ryszard Michalski  Polska - 180 pkt
4. Philippe Odeon / Girault  Francja - 245 pkt
5. Marek Kachaniak / Sławomir Własiuk  Polska - 247 pkt

## Wyniki

### Indywidualnie
| #   | Pilot / nawigator                      | Państwo | Samolot | Punkty karne za 1 / 2 / 3 konkurencję = ogółem | Punkty karne za 1 / 2 / 3 konkurencję = ogółem |
| 1.  | Krzysztof Wieczorek / Wacław Wieczorek | Polska  |         | 54 + 292 + 84                                  | 430 (292)                                      |
| 2.  | Janusz Darocha / Zbigniew Chrząszcz    | Polska  |         | 64 + 224 + 342                                 | 630 (342)                                      |
| 3.  | Włodzimierz Skalik / Ryszard Michalski | Polska  |         | 84 + 180 + 180                                 | 444                                            |
| 4.  | Marek Kachaniak / Sławomir Własiuk     | Polska  |         | 160 + 62 + 247                                 | 469                                            |
| 5.  | Jiří Jakes / Lubomir Šťovíček          | Czechy  |         | 80 + 88 + 316                                  | 484                                            |
| 6.  | František Cihlář / Petr Toužimský      | Czechy  |         | 276 + 231 + 168                                | 675                                            |
| 7.  | Hubert Huber / Johannes Cserveny       | Austria |         | 216 + 277 + 815                                | 1308 (815)                                     |
| 8.  | Dariusz Zawłocki / Jerzy Markiewicz    | Polska  |         | 388 + 133 + 324                                | 845                                            |
| 9.  | Nathalie Strube / Patrick Sicard       | Francja |         | 443 + 278 + 279                                | 1000                                           |
| 10. | Nigel Hopkins / Dale de Klerk          | RPA     |         | 186 + 612 + 282                                | 1080                                           |

### Zespołowo
1. Polska - 634 pkt
2. Czechy - 1159
3. Austria - 2341
4. Południowa Afryka - 2366
5. Chorwacja - 2661
6. Francja - 2898
7. Słowacja - 3808
8. Wielka Brytania - 4099
9. Niemcy - 4286
10. Węgry - 4369
11. Włochy - 5948
12. Chile - 6048
13. Macedonia Północna - 6843
14. Turcja - 7364
15. Hiszpania - 9057
16. Rosja - 9135
17. Grecja - 9978
18. Cypr - 11474
19. Brazylia - 13035
20. Stany Zjednoczone - 14628